# Bavaria Industries Group
Die Bavaria Industries Group AG (Eigenschreibweise BAVARIA Industries Group AG, vormals BAVARIA Industriekapital AG) mit Sitz in München ist eine 2003 gegründete, börsennotierte Beteiligungsgesellschaft. Das Geschäftsmodell liegt im Erwerb, der Restrukturierung und der Sanierung von Unternehmen. Das Ziel ist es dabei die Firmen in erwerbsträchtigen Nischen zu etablieren.
Im Dezember 2014 befanden sich 13 Unternehmen im Besitz des Unternehmens. Der Umsatz der Beteiligungsgesellschaft lag im Geschäftsjahr 2014 bei rund 674 Millionen Euro bei einer Mitarbeiterzahl von circa 5.850.
Die Aktien des Unternehmens wurden im Entry Standard Index der Deutschen Börse AG gehandelt.

## Beteiligungen
- Carbody, Reims (F)
- Hering, Gunzenhausen
- Cobelplast, Lokeren (BE)

Stand 28. März 2024